# دیتریش بروگمان

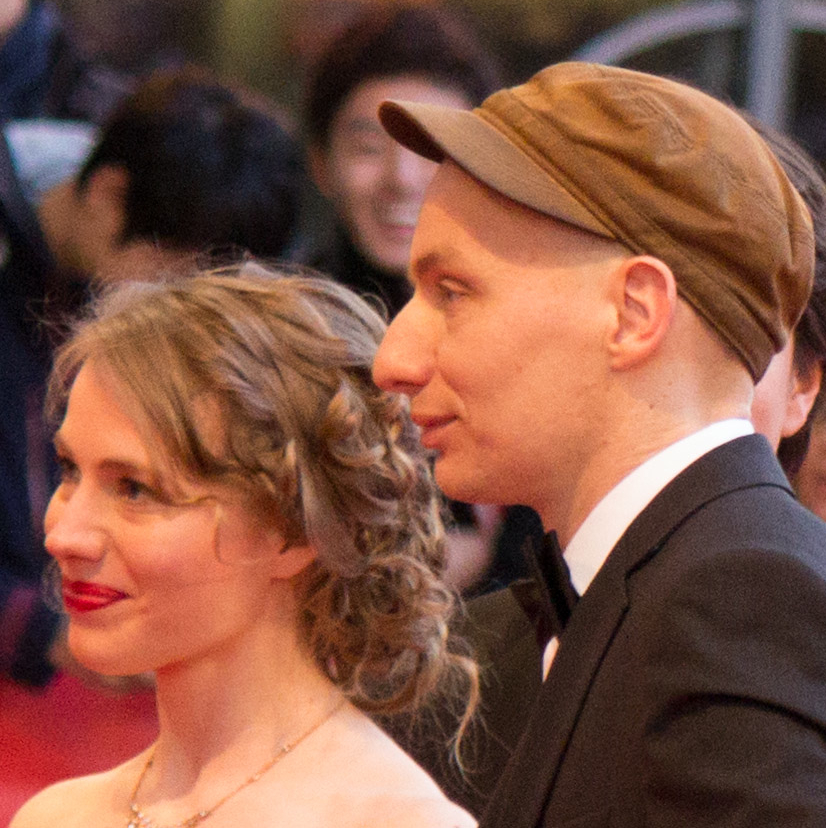
دیتریش و آنا بروگمان در برلیناله ۲۰۱۴

دیتریش بروگمان (آلمانی: Dietrich Brüggemann زاده ۲۳ فوریه ۱۹۷۶ در مونیخ) کارگردان و هنرپیشه اهل آلمان است.

## زندگی‌نامه
دیتریش بروگمان در برلین زندگی می‌کند وی برادر آنا بروگمان می‌باشد.
این کارگردان اهل آلمان که از سال ۲۰۰۴ وارد سینما شده‌است، اولین فیلم بلندش را در سال ۲۰۰۶ به نام «هفت صحنه» ساخته که شباهت فرمی به «راه صلیب» دارد، فیلم مهم بعدی‌اش را در سال ۲۰۱۰ ساخته که «اگر می‌توانی فرار کن» نام دارد و سپس در سال ۲۰۱۲ فیلم «حرکت» را ساخت. این سه فیلم بلند موجب شد بروگمان شناخته شود و مسیر فیلم‌سازی خود را جدی‌تر دنبال کند. بااین‌حال، «راه صلیب» با جایزه بهترین بهترین فیلم‌نامه که در جشنواره فیلم برلین ۲۰۱۴ گرفت، وضعیت بروگمان را در سینمای دنیا تثبیت کرد.

## فیلم‌شناسی
- راه صلیب (۲۰۱۴)

## جوایز
در سال ۲۰۱۴ میلادی، دیتریش و خواهرش آنا برای فیلم‌نامهٔ فیلم راه صلیب که در بخش رقابتی شصت و چهارمین دورهٔ جشنواره بین‌المللی فیلم برلین به نمایش درآمد موفق به کسب خرس نقره‌ای بهترین فیلمنامه شدند.